# Фоссати, Ивано
Ивано Альберто Фоссати (итал. Ivano Alberto Fossati; род. 21 сентября 1951, Генуя, Италия) — итальянский певец и автор песен. Он начал свою карьеру в прогрессивной рок-группе Delirium, впоследствии начал успешную сольную карьеру. В разное время сотрудничал с такими музыкантами как Фабрицио де Андре, Риккардо Теси, Анна Окса, Миа Мартини, Орнелла Ванони, Ширли Бэсси и Франческо де Грегори.
В октябре 2011 года, после выхода альбома Decadancing, Фоссати объявил во время телевизионного шоу Фабио Фацио «Che tempo che fa», что он решил завершить свою музыкальную карьеру: «я много думал об этом, и это пришло не вчера, а в течение последних двух или трёх лет. Это будет мой последний альбом, и я не буду записывать никаких новых альбомов. И мой следующий тур будет последним». последний концерт Фоссати состоялся в миланском театре Пикколо 19 марта 2012 года. Тем не менее, в 2019 году он выпустил совместный альбом Mina Fossati с певицей Миной.

## Дискография
- Il grande mare che avremmo traversato (1973)
- Poco prima dell’aurora (with Oscar Prudente; 1974)
- Good-bye Indiana (1975)
- La casa del serpente (1977)
- La mia banda suona il rock (1979)
- Panama e dintorni (1981)
- Le città di frontiera (1983)
- Ventilazione (1984)
- 700 giorni (1986)
- La pianta del te (1988)
- Discanto (1990)
- Lindbergh (1992)
- Buontempo dal vivo Vol. 1 (1993)
- Carte da decifrare dal Vivo Vol. 2 (1993)
- Macramé (1996)
- Canzoni a raccolta — Time and Silence (1998)
- La disciplina della Terra (2000)
- Not One Word (2001)
- Lampo viaggiatore (2003)
- Dal vivo, Vol. 3: Tour Acustico (2004)
- L’arcangelo (2006)
- Ho sognato una strada (2006)
- Musica moderna (2008)
- Decadancing (2011)
- Mina Fossati (2019)